# Гийо, Эдуар
Эдуар Гийо (фр. Édouard Guillaud, род. 10 июля 1953, Париж) — французский адмирал, начальник Генерального штаба Вооружённых сил Франции с 25 февраля 2010 года.

## Биография
Эдуар Гийо родился 10 июля 1953 года в Париже, сын известного французского журналиста и работника телевидения Жана-Луи Гийо. В 1973 году поступил в Высшую военно-морскую школу. В 1976 году поступил на службу на сторожевой корабль «Пемполез» в Папеэте (Французская Полинезия). В 1978 году служил на подводных лодках «Эндонтабль» и «Редутабль». Затем служил на минном заградителе «Лобелия» (1979 год). С 1993 по 2001 год — на авианосце «Шарль де Голль», где постепенно дошёл до должности капитана авианосца (1999—2001). После этого перешёл на штабные должности. 1 декабря 2007 года стал адмиралом. С 25 февраля 2010 года — начальник Генерального штаба Вооружённых сил Франции. С 11 января 2013 года командует французским гарнизоном в Мали. Совместно с Франсуа Олландом командует операцией «Сервал».

## Награды
Франция
- Великий офицер ордена Почётного легиона
- Офицер Национального ордена Заслуг
- Офицер ордена Морских заслуг
- Медаль Воздухоплавания
- Медаль Заморских территорий
- Медаль Национальной обороны (бронзовая)
- Медаль Национальной признательности

Другие государства
- Кавалер Большого креста ордена Риу-Бранку (Бразилия)
- Кавалер Большого креста ордена Заслуг в обороне (Бразилия)
- Командор ордена Военно-морских заслуг (Бразилия)
- Великий офицер ордена Заслуг pro Merito Melitensi (Мальтийский орден)
- Командор Национального ордена Заслуг (Мавритания)
- Командор ордена «Легион почёта» (США)
- Офицер ордена Изабеллы Католички (Испания)
- Кавалер 1-го класса ордена Заслуг (Ливан)
- Командор ордена Заслуг перед Республикой Польша
- Командор Национального ордена Буркина-Фасо